# Saint-Hymer
Saint-Hymer es una comuna francesa situada en el departamento de Calvados, en la región de Normandía.

## Demografía
| 438 | 459 | 458 | 502 | 582 | 663 | 692 |
| Para los censos de 1962 a 1999 la población legal corresponde a la población sin duplicidades (Fuente: INSEE [Consultar]) |     |     |     |     |     |     |